# Queen (musikalbum)
Queen är det självbetitlade debutalbumet av den brittiska rockgruppen Queen, utgivet den 13 juli 1973. Albumet spelades in på Trident Studios och De Lane Lea Music Centre i London, England och producerades av Roy Thomas Baker, John Anthony och Queen. Albumet nådde på den brittiska albumlistan plats 24, medan det i Japan och USA tog sig upp till plats 52 respektive 83. Låtarna "Keep Yourself Alive" och "Liar" gavs ut som singlar, men lyckades inte ta sig in på någon topplista.
Sångaren Freddie Mercury och gitarristen Brian May stod för det mesta av materialet på detta album. Mercury skrev fem av albumets tio låtar, May skrev fyra, varav låten "Doing All Right" tillsammans med Tim Staffell, medan trummisen Roger Taylor skrev en låt. På omslaget stod "no synthesizers" ("inga synthesizers"), sedan några lyssnare misstagit några gitarreffekter som synthesizers. Basisten John Deacon var på omslaget listad som "Deacon John" då Freddie Mercury och Roger Taylor tyckte det lät bättre.

## Historia

### Bakgrund
Basisten John Deacon anslöt sig till bandet i februari 1971. Bandet hade vid denna tidpunkt ett flertal egna låtar de vill spela in och i september samma år fick de en förfrågan om att testa utrustningen på den då nybyggda studion De Lane Lea. Mellan oktober 1971 och februari 1972 spelade Queen in en demo med låtarna "Keep Yourself Alive", "Great King Rat", "The Night Comes Down", "Jesus" och "Liar". Trots att demon var av relativt hög standard så fick gruppen endast ett skivbolagserbjudande – ett lågt bud från Chrysalis Records, som gruppen senare använde sig av för att locka andra skivbolag. John Anthony, som senare kom att producera albumet, hälsade under dessa inspelningar på bandet och blev så pass imponerad av Queens material att han rekommenderade gruppen för Barry och Norman Sheffield, som var managers för Trident Studios i London. Bröderna Sheffield ville dock gärna se Queen live innan de erbjöd gruppen ett inspelningskontrakt och efter en uppvisningskonsert i London den 6 november 1972 skrev bandet på ett kontrakt för Trident Studios. 

### Inspelning och produktion
"Vi gillar vissa delar av [albumet], men ibland föll i vi fällan att överarrangera. Du vet, låtarna förändras under åren och vissa av dem utvecklades förmodligen för mycket. Man kan gå så långt att man glömmer vad låten ursprungligen var. På ett personligt plan, så var det frustrerande för mig att det tog så lång tid att komma till denna punkt. Jag ville spela in saker med, till exempel, ekon och flera gitarrer för fem år sedan. Nu har jag äntligen gjort det, men under tiden så har andra människor också gjort det! Vilket är lite tråkigt. Men man måste komma bort från tanken att musik är en tävling. Man ska bara fortsätta att göra det man tycker är en intressant sak att göra."
Queen fick dock endast använda studion när den inte användes av betalande artister och band, vilket ofta innebar att de fick spela in mellan 03:00 och 07:00 på natten. Denna överenskommelse gällde mellan perioden juni och november 1972. Dessa begränsningar gjorde att bandet fokuserade på att göra klart en låt i taget, men de fick problem omgående. Gruppen tyckte att deras demo från 1971 verkligen lät bra, men producenten Roy Thomas Baker bad dem att göra nya inspelningar av dessa låtar med bättre utrustning. "Keep Yourself Alive" var först ut, men bandet gillade inte resultatet. De spelade in den ännu en gång men var inte nöjda med mixningen förrän ljudteknikern Mike Stone kom in i bilden. Queen var nöjda med Stones första mix, efter 7-8 misslyckade försök tidigare. Mercury skrev låten "Mad the Swine", som var tänkt att ha en plats mellan "Great King Rat" och "My Fairy King", men bandet och producenten Roy Thomas Baker hade en dispyt om trumljudet och man beslutade att inte ta med låten. Låten gavs senare ut 1991, som b-sida till "Headlong" och på Hollywood Records återutgivning av Queen. Det gjordes även en nyinspelning av låten "The Night Comes Down", men bandet tyckte inte att någon version var bättre än demoversionen från 1971, så den användes istället.
Under inspelningarna spelades tre Smilelåtar in, "Doing All Right", "Silver Salmon" och "Polar Bear", endast den förstnämnda hamnade dock på albumet.  Låtar som senare hamnade på andra studioalbum spelades också in under den här perioden. Dessa var: "White Queen (As it Began)" och "Ogre Battle" som gavs ut på Queen II, samt "Stone Cold Crazy" som gavs ut på Sheer Heart Attack. Albumets korta instrumentala avslutningsnummer, "Seven Seas of Rhye", vidareutvecklades senare till en hel låt som gavs ut på Queen II.
En dag, när gruppen väntade på att få använda studion, frågade producenten Robin Cable om Mercury kunde sjunga in sång på två låtar han arbetade med. Låtarna var "I Can Hear Music" och "Goin' Back". Mercury föreslog att även May och Taylor skulle få medverka på inspelningarna som senare gavs ut 1973 under namnet Larry Lurex. Förslag till albumtitel var Deary Me och Top Fax, Pix & Info, men man bestämde sig till slut för att döpa det till Queen.

### Utgivning och mottagande
När albumet i november 1972 var inspelat och färdigmixat, tillbringade Trident flera månader på att få ett skivbolag att distribuera albumet. Till slut, den 13 juli 1973, gavs det i Storbritannien ut av EMI, medan det den 4 september gavs ut i USA av Elektra Records. Albumet gick in på den brittiska albumlistan först efter succén med "Seven Seas of Rhye" och i samband med utgivningen av Queen II, men nådde sin högsta placering, nummer 24, i februari 1976. Senare samma år, den 1 maj, fick albumet en guldcertifiering efter att ha sålts i över 100 000 exemplar i Storbritannien. På Billboard 200 lyckades Queen som bäst nå plats 83 och har sålt i över 500 000 exemplar och därmed certifierats med en guldskiva. I Japan nådde albumet plats 52, medan det i Australien nådde plats 77. Från albumet gavs också två singlar ut; "Keep Yourself Alive" och "Liar". Ingen av dem lyckades ta sig in på någon singellista och den sistnämnda gavs endast ut i USA.
Den 8 november 2010 meddelade Universal Music Group att en remastrad och förlängd nyutgåva av albumet skulle komma att ges ut i maj 2011. Detta efter att gruppen lämnat EMI efter nästan 40 år. På nyutgåvan återfinns demolåtarna som gruppen spelade in i december 1971, samt låten "Mad the Swine".
Tidningen Rolling Stone skrev att "Det är ingen tvekan om att denna funkiga, energiska engelska kvartett har alla de verktyg de behöver för att göra anspråk på Zeps abdikerade heavy metal-tron, och utöver detta kommer att bli en verkligt inflytelserik kraft i rockvärlden. Deras debutalbum är superb." Winnipeg Free Press menade att Queen lånat från andra artister, men gjorde också en positiv jämförelse med Led Zeppelin; "gruppen lyckas injicera en så fräsch, energisk touch till det mesta, som jag inte har något emot... med sitt första album, har Queen producerat ett drivande, energisk set som så småningom kan ses med samma vördnad som Led Zep 1." Daily Herald berömde också albumet; "Gott lyssnande garanteras i låtar som "Keep Yourself Alive", "Great King Rat" och "Doing All Right"." Under senare år, gav Allmusic albumet tre av fem stjärnor och kalla det en "ojämn men lovande debut från en klassisk rockgrupp," medan Q tilldelades albumet 5 av 5 stjärnor, och citerade det som ett "nödvändigt köp." År 1994 rankade tidningen Guitarist albumet som det 19:e mest inflytelserika gitarralbumet genom tiderna. Albumet placerades som nummer 54 i New Musical Express lista över "De 100 bästa albumen du aldrig hört" 2011. 2008 rankade Rolling Stone "Keep Yourself Alive" som nummer 31 i listan de "100 bästa gitarrlåtarna genom tiderna", och beskrev låten som "ett helt album av riff inklämt i en enda låt".

## Turné
Queen gjorde sin första stora turné i Storbritannien under november och december 1973, som  förband åt Mott the Hoople. Konserterna varade vanligtvis under cirka 40-45 minuter. Som intro använde man sig av Brian Mays instrumentala "Procession", som senare kom att öppna bandets följande studioalbum, Queen II. Endast tre av låtarna från Queen spelades regelbundet under turnén; "Son and Daughter", "Keep Yourself Alive" och "Liar" ("Great King Rat" och "Modern Times Rock 'n' Roll" spelades bara då och då). Tre av låtarna var vid denna tidpunkt outgivna, "Hangman", "Father to Son" och "Ogre Battle", varav de två sistnämnda senare gavs ut på Queen II. Konserterna avslutades oftast med ett medley av låtar från 1950- och 1960-talet, där bland andra "Jailhouse Rock", "Stupid Cupid" och "Be-Bop-A-Lula" ingick.

## Låtlista
| 1. | Keep Yourself Alive | Brian May         | 3:47 |
| 2. | Doing All Right     | May, Tim Staffell | 4:09 |
| 3. | Great King Rat      | Freddie Mercury   | 5:43 |
| 4. | My Fairy King       | Mercury           | 4:08 |

| 1.           | Liar                       | Mercury      | 6:25  |
| 2.           | The Night Comes Down       | May          | 4:23  |
| 3.           | Modern Times Rock 'n' Roll | Roger Taylor | 1:48  |
| 4.           | Son and Daughter           | May          | 3:20  |
| 5.           | Jesus                      | Mercury      | 3:44  |
| 6.           | Seven Seas of Rhye         | Mercury      | 1:15  |
| Total längd: | Total längd:               | Total längd: | 38:36 |

| 1. | Keep Yourself Alive (De Lane Lea Demo, december 1971)  | May     | 3:50 |
| 2. | The Night Comes Down (De Lane Lea Demo, december 1971) | May     | 4:22 |
| 3. | Great King Rat (De Lane Lea Demo, december 1971)       | Mercury | 6:07 |
| 4. | Jesus (De Lane Lea Demo, december 1971)                | Mercury | 5:04 |
| 5. | Liar (De Lane Lea Demo, december 1971)                 | Mercury | 7:52 |
| 6. | Mad the Swine (B-sida)                                 | Mercury | 3:22 |

## Listplaceringar och certifikat
| Land           | Topplacering | Sålda ex. | Certifikat | Ref          |
| -------------- | ------------ | --------- | ---------- | ------------ |
| Australien     | 77           |           |            | [ 19 ]       |
| Japan          | 52           |           |            | [ 4 ]        |
| Polen          | –            | 20 000+   | Platina    | [ 20 ]       |
| Storbritannien | 24           | 100 000+  | Guld       | [ 4 ] [ 12 ] |
| USA            | 83           | 500 000+  | Guld       | [ 4 ] [ 21 ] |

## Medverkande
| Queen - John Deacon – bas - Brian May – gitarr, kör, piano - Freddie Mercury – sång, piano - Roger Meddows-Taylor – trummor, slagverk, sång, kör Övriga medverkande - John Anthony – kör | Produktion - Producent – Queen, Roy Baker, John Anthony - Ljudtekniker – Roy Baker, Mike Stone, Ted Sharpe, Dave Hentschel, Louis Austin - Foto – Douglas Puddifoot - Omslagsdesign – Douglas Puddifoot, Freddie Mercury, Brian May |